# Windows on the World (novela)
Windows on the world (Ventanas al mundo) es una novela escrita por el escritor francés Frédéric Beigbeder editada en Francia en agosto de 2003 y traducido al español por Encarna Castejón para la editorial Anagrama en 2004. 
Fue galardonado con el Premio Interallié ese mismo año 2003.

## Argumento
La acción se desarrolla durante los ataques del 11 de septiembre de 2001 en le World Trade Center de Nueva York, y narra especialmente los últimos momentos de los clientes del restaurante  Windows on the World, que estaba situado en el último piso de la torre norte.
Su autor la presenta diciendo que "la única manera de saber lo que sucedió en el restaurante del 107º piso de la Torre Norte del World Trade Center, el 11 de septiembre de 2001, entre las 8 h 30 y las 10 h 29, es inventárselo".
- Datos: Q489487